# Autobahn A1 (Schweiz)
Die Autobahn A1 durchquert die Schweiz in Ost-West-Richtung. Sie ist mit 410 km Länge die längste Autobahn in der Schweiz und macht ungefähr ein Fünftel des schweizerischen Nationalstrassennetzes aus. Sie verbindet das südwestlich gelegene Genf mit St. Gallen im Nordosten und endet in St. Margrethen an der österreichischen Grenze. Heute ist sie durchgehend als richtungsgetrennte Autobahn mit mindestens zwei Spuren und einem Pannenstreifen pro Fahrtrichtung ausgeführt.
Die A1 ist mit der Nationalstrasse N1 weitgehend deckungsgleich; sie wurde bis 1996 als N1 ausgeschildert. Die Kilometrierung beginnt bei Genf, aber auch die Strecke Bern–Zürich beginnt mit Streckenkilometer 0.

## Geschichte
Bereits die 1956 von den Automobilclubs der Schweiz eingereichte Volksinitiative zur Verbesserung des Strassennetzes schlug den Bau einer Autostrasse auf der West-Ost-Verbindung vor.
Am 10. Mai 1962 wurde die Grauholzautobahn als erstes Teilstück der N1 eröffnet. Der acht Kilometer lange Abschnitt diente zur Entlastung der Hauptstrasse durch Zollikofen.
Am 1. Mai 1964, pünktlich zur Landesausstellung in Lausanne, folgte ein erstes längeres Stück Autobahn, der 60 Kilometer lange Abschnitt Genf–Lausanne der N1. Am 10. Mai 1967 entstand mit der Fertigstellung der Strecke von Oensingen bis Hunzenschwil ein weiteres Stück der N1. Es war damals mit 84 Kilometer Länge die längste zusammenhängende Autobahn der Schweiz (von Bern bis Lenzburg). Am 16. August 1967 wurde die erste Raststätte in Kölliken eröffnet. Die Autofahrer mussten sich zuerst an die höheren Geschwindigkeiten gewöhnen. So kam es am Pfingstwochenende nach der Eröffnung zu mehreren Auffahrunfällen. Ebenso musste die Polizei diversen Autofahrern helfen, die mangels Tankstellen mit leerem Tank liegen blieben.

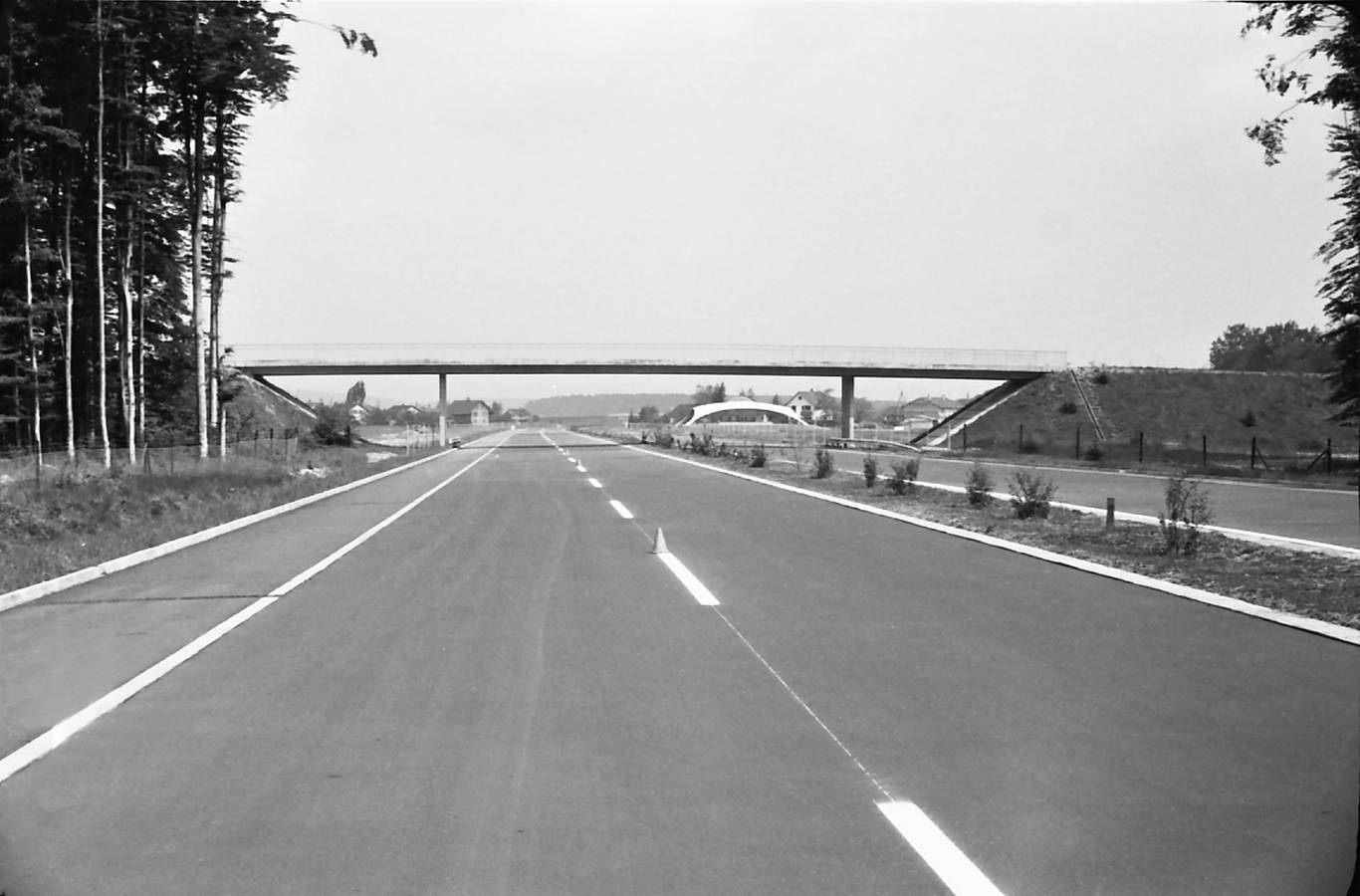
A1 bei Deitingen Süd kurz vor der Eröffnung
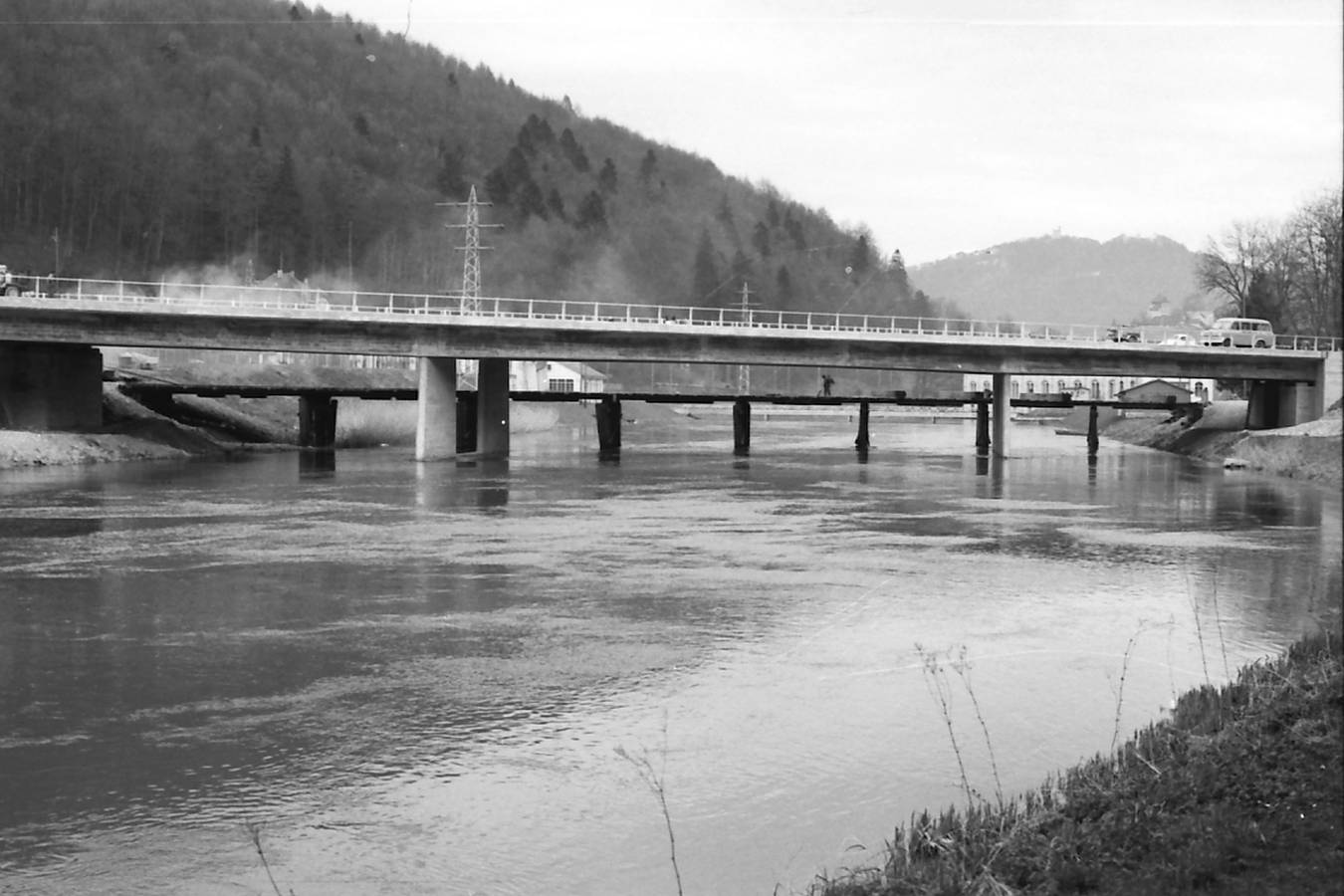
Aarebrücke bei Rothrist
Autobahnbau bei Henau SG 1967, weiter oben die alte Schnellstrasse Wil–Gossau

| Teilstück                       | Jahr | Länge (km) |
| ------------------------------- | ---- | ---------- |
| Bern-Wankdorf – Schönbühl       | 1962 | 08         |
| Genf – Lausanne                 | 1964 | 60         |
| Rheineck – St. Margrethen       | 1964 | 07         |
| Schönbühl – Kriegstetten        | 1965 |            |
| Kriegstetten – Oensingen        | 1966 |            |
| Oensingen – Lenzburg            | 1967 | 40         |
| Lenzburg – Neuenhof             | 1970 | 12,6       |
| Neuenhof – Zürich               | 1971 |            |
| Winterthur – St. Gallen Winkeln | 1970 |            |
| St. Gallen Neudorf – Rheineck   | 1972 |            |
| Zürich – Winterthur             | 1974 |            |
| Bern-Bümpliz – Bern-Wankdorf    | 1977 |            |
| Umfahrung Lausanne              | 1981 |            |
| Murten – Bern-Bümpliz           | 1981 |            |
| Lausanne – Yverdon              | 1983 |            |
| Nordumfahrung Zürich            | 1985 | 12         |
| Stadtautobahn St. Gallen        | 1987 |            |
| Bardonnex – Genf                | 1993 |            |
| Yverdon – Murten                | 2001 | 46         |

Die Autobahnraststätte bei Würenlos im Aargau war bei ihrer Eröffnung am 1. Dezember 1972 das weltweit grösste Autobahnbrückenrestaurant. Die Shoppingbrücke misst 140 Meter und bietet Platz für 16 Läden. Wegen seiner Form erhielt das Bauwerk den Spitznamen «Fressbalken».
Die 1985 eröffnete Nordumfahrung Zürich verbindet die Autobahnabschnitte westlich und östlich der Agglomeration Zürich. Nach einem früheren, am Widerstand in der Bevölkerung gescheiterten Projekt, dem sogenannten Zürcher Expressstrassen-Y, wäre die N1 mitten durch die Stadt Zürich gebaut worden. Der Durchgangsverkehr musste vor der Eröffnung der Nordumfahrung jahrelang die provisorische Verbindung Hardbrücke–Rosengartenstrasse benützen. Zwei Jahre später wurde die Stadtautobahn St. Gallen SA1 zusammen mit dem Rosenbergtunnel eröffnet.
1995 kam es zum längsten Verkehrsstau auf der N1, als nach mehreren Unfällen im Ferienverkehr die Strecke zwischen Bern und Niederbipp auf 53 Kilometern blockiert war.
1996 wurden die Schweizer Autobahnen nach dem europäischen Muster von N wie Nationalstrasse auf A wie Autobahn umbenannt.
Am 5. April 2001 wurde als letztes Teilstück der A1 der Abschnitt zwischen Murten und Yverdon eröffnet. Diesem Teilstück erwuchs in der Bevölkerung Widerstand, der im April 1990 mit der Kleeblatt-Initiative seinen Höhepunkt erreichte. Die Autobahn ist über einen Rollweg bei der Halle 5 mit dem Militärflugplatz Payerne verbunden und kann notfalls als zusätzliche Start- und Landepiste verwendet werden, jedoch wurde seit dem Bau der Autobahn diese Möglichkeit noch nie genutzt. Am 5. Juni 2024 wurde ein Test mit Starts und Landungen von F/A-18-Kampfjets durchgeführt und der Abschnitt zwischen Avenches und Payerne für knapp 36 Stunden gesperrt.
Auf 2009 bis 2017 wurden mehrere Ein- und Ausfahrten im Kanton Aargau zwischen den Anschlüssen Aarau West und Birrfeld unter Zuhilfenahme des Pannenstreifens verlängert. Dadurch sollte der Verkehr auf der Autobahn flüssiger werden.

### Wildtierkorridore
Seit 2003 arbeitet der Bund an der Sanierung der Wildtierkorridore. In der Folge wurde im Jahr 2020 zwischen Gränichen und Suhr eine Wildtierbrücke über die A1 eröffnet. 2024 wurde eine Wildtierbrücke auf der Gemeindegrenze zwischen Mühleberg und Frauenkappelen eingeweiht.

### Verkehrsmanagement
Seit Ende Februar 2024, bis voraussichtlich im November, wird auf dem Abschnitt zwischen Bern-Bethlehem und Kirchberg ein neues Verkehrsmanagementsystem installiert. Zwischen Kirchberg und Kriegstetten wurde dies bereits zuvor umgesetzt.

## Autobahnzubringer
Zubringer der Nationalstrasse N1 gemäss Bundesbeschluss über das Nationalstrassennetz. In der Tabelle unten sind Autostrassenabschnitte gelb, Autobahnabschnitte grün hinterlegt.
| Signatur der ASTRA | A- Nummer | (Über-)Namen   | Verlauf                                              | Länge      |
| ------------------ | --------- | -------------- | ---------------------------------------------------- | ---------- |
| N1K                |           | Kreuzbleiche   | St. Gallen-Kreuzbleiche – Rosenbergstrasse           | ca. 1 km   |
| N1L                | A1L       | Letten         | Zürich Ost – Zürich Unterstrass – Zürich Letten      | ca. 4 km   |
| N1H                | A1H       | Hardturm       | Limmattal – Zürich Hardturm                          | ca. 5,5 km |
| N1R                | A1R       | Aaretalstrasse | Rupperswil – Rohr                                    | ca. 5,5 km |
| N1T                |           | Neufeldtunnel  | Bern-Neufeld – Bern (Tiefenaustrasse)                | ca. 1 km   |
| N1F                |           |                | Bern-Forsthaus – Bern (Insel)                        | ca. 0,5 km |
| N1M                | A1a       |                | Ecublens – Lausanne Maladière                        | ca. 4 km   |
| N1G                | A1a       |                | Le Vengeron – Genève Lac/Route de Meyrin             | ca. 1,5 km |
| N1E                | A1a       | Voie centrale  | Perly - Lancy Süd – La Praille/Carrefour de l’Etoile | ca. 4 km   |

Ein ehemaliger Zubringer bis 2020 war der heutige A23-Abschnitt von der Verzweigung Meggenhus nach Arbon, die A1.1.

## Ausbauprojekte

### Härkingen–Wiggertal
Die von 4 auf 6 Spuren verbreiterte Strasse mit einer Brücke über die Aare wurde im Jahr 2015 in Betrieb genommen. In diesem Bereich benützen die A2 und die A1 einen gemeinsamen Strassenverlauf.

### Luterbach–Härkingen
Die Strecke zwischen den Verzweigungen Härkingen und Luterbach wird seit 2025 und bis voraussichtlich 2032 für rund 1,06 Milliarden Franken von 4 auf 6 Spuren erweitert. Die A1 ist in diesem Bereich sehr stark belastet, da es keine weitere Ost-West-Autobahn in diesem Bereich am Jurasüdfuss gibt. Vom Flächenverbrauch betroffene Landwirte entzündeten am 14. August 2019 mehrere Mahnfeuer auf den betroffenen Flächen. Mit Stand September 2019 waren fast 200 Einsprachen gegen den Ausbau hängig. Im Dezember 2020 wurden die Einsprachen in wesentlichen Punkten vom UVEK abgelehnt und in einer Verfügung faktisch die Baubewilligung erteilt. Das Bundesverwaltungsgericht musste nun ein Urteil fällen, welches am 17. Juli 2023 erfolgte. Da keine Beschwerden gegen dieses Urteil beim Bundesgericht eingingen, wurde die Plangenehmigungsverfügung rechtskräftig. Die Hauptarbeiten zum Ausbau haben am 12. Mai 2025 begonnen, mit offiziellem Baustart am 22. Mai 2025.

### Region Zürich
In der Region Zürich ist das Verkehrsaufkommen auf der A1 besonders gross, mehrere Autobahnstrecken sind regelmässig überlastet. Schwierig war früher oft die Verkehrslage beim Bareggtunnel, der zur von den Autobahnen A1 und A3 gemeinsam benutzten Strecke Birrfeld–Verzweigung Limmattal gehört. Die Autobahn hat in diesem Abschnitt drei Fahrstreifen in beiden Richtungen, während die beiden alten Tunnelröhren dagegen nur je zweispurig (ohne Pannenstreifen) ausgelegt waren. Mit dem Bau einer dritten dreispurigen Tunnelröhre für die Fahrtrichtung Bern und der Zuteilung der beiden alten Tunnelröhren zu den Spuren in Richtung Zürich konnte dieser Flaschenhals beseitigt werden. Seither häuften sich die Verkehrsstaus allerdings am Gubristtunnel, der im Rahmen der Nordumfahrung Zürich (N1c/N20) gebaut und nur zweispurig ausgeführt worden ist, heute jedoch den Verkehr der Autobahnen A1 und A4 aufnimmt. Am 6. Juni 2016 begannen die Hauptarbeiten zum Ausbau der Nordumfahrung von Zürich.
Zur Entlastung des Wohnquartiers Zürich-Schwamendingen vom Strassenverkehrslärm wurde die an den Schöneichtunnel angebaute Einhausung Schwamendingen realisiert. Mit der Einweihung vom 9. Mai 2025 wurde das Bauwerk offiziell eröffnet.

### Region Bern
Im Jahr 2022 war die durchschnittliche Verkehrsstärke auf dem Abschnitt zwischen Bern-Wankdorf und Schönbühl im Vergleich zum Vorjahr um 4,5 % auf rund 110'000 Fahrzeuge pro Tag gestiegen, womit er zu den meistbefahrenen Autobahnabschnitten der Schweiz zählt. Letztmals wurde hier in den 1990er Jahren erweitert, als von vier auf sechs Spuren ausgebaut wurde. Im Grauholz zwischen Bern-Wankdorf und Schönbühl war geplant, die A1 von sechs auf acht Spuren auszubauen. Auf dem Abschnitt zwischen Schönbühl und Kirchberg sollte ein Ausbau von vier auf sechs Spuren erfolgen. Die Gemeinderäte der Stadt Bern und der Gemeinde Zollikofen, sowie fünf weitere Gemeinden, legten Einsprachen beim UVEK gegen den Ausbau zwischen Bern-Wankdorf und Schönbühl ein. Insgesamt sind 64 Einsprachen beim Bund eingegangen. Gegen den Bundesbeschluss, der unter anderen Projekten auch diesen Ausbau enthielt, wurde das fakultative Referendum ergriffen. Am 24. November 2024 wurde die Vorlage in der eidgenössischen Volksabstimmung über den Ausbauschritt 2023 für die Nationalstrassen von 52,7 Prozent der Stimmenden abgelehnt. Die Stadt Bern hat mit 74,7 Prozent, die Gemeinden Moosseedorf, Ittigen, Urtenen-Schönbühl und Zollikofen haben mit Nein-Mehrheiten zwischen 57,8 und 60 Prozent abgelehnt.
Der Autobahnknoten Bern-Wankdorf soll nach wie vor um- und ausgebaut werden. Dem Projekt wurde inzwischen vom Eidgenössische Departement für Umwelt, Verkehr, Energie und Kommunikation (UVEK) die Bewilligung erteilt, welche derzeit aber noch nicht rechtskräftig ist. Am 2. Juni 2025 gab der Gemeinderat der Stadt Bern bekannt, dass er Beschwerde gegen die Plangenehmigung des Projekts «Umgestaltung Gebiet Anschluss Wankdorf» einlegt, obschon Stadtpräsidentin Marieke Kruit dem Projekt im Rahmen des Agglomerationsprogramms in der Regionalkonferenz Ende April zustimmte.
Ausserdem plant der Bund einen Ausbau des Felsenauviadukts.

### Region Genfersee
Im Rahmen des «Ausbauschrittes 2023» (siehe oben Region Bern) sollte auch der Abschnitt Le Vengeron (bei Genf)–Coppet–Nyon auf sechs Spuren erweitert werden. Dieser Ausbau wurde in der Volksabstimmung vom 24. November 2024 nicht nur auf nationaler Ebene, sondern auch durch die unmittelbar betroffenen Kantone Genf und Waadt abgelehnt (mit 57,05 bzw. 58,61 Prozent Nein-Stimmen).

### Motion zum Ausbau auf sechs Spuren
Eine am 17. März 2023 eingereichte Motion von Nationalrat Erich Hess (SVP) wollte den Bundesrat beauftragen, «die Autobahn A1 auf den Streckenabschnitten Bern–Zürich und Lausanne–Genf auf mindestens sechs Spuren auszubauen». Der Bundesrat beantragte die Annahme der Motion. Nachdem der Nationalrat der Motion mit 94 zu 87 Stimmen zugestimmt hatte, wurde sie durch den Ständerat am 19. Dezember 2023 mit 31 zu 12 Stimmen definitiv angenommen. Der Bundesrat ist damit beauftragt, dem Parlament eine entsprechende Vorlage zu unterbreiten; er kann aber auch die Abschreibung der Motion beantragen. Bundesrat Albert Rösti erklärte nach dem negativen Ausgang der Volksabstimmung vom 24. November 2024, die Motion sei nicht mehr umsetzbar.

## Europastrassen
| E23 | (Metz – Vallorbe –) Verzweigung Essert-Pittet – Verzweigung Ecublens (– Lausanne)                       |
| E25 | (Hoek van Holland – Basel –) Verzweigung Härkingen – Bern – Genf – Grenzübergang Bardonnex (– Palermo ) |
| E27 | (Belfort – Porrentruy –) Verzweigung Schönbühl – Verzweigung Bern-Weyermannshaus (– Vevey – Aosta )     |
| E35 | (Amsterdam – Basel –) Verzweigung Härkingen – Verzweigung Wiggertal (– Chiasso – Rom )                  |
| E41 | (Dortmund – Bargen – ) Verzweigung Winterthur Nord – Zürich Nord – Autobahnkreuz Limmattal (– Altdorf)  |
| E60 | (Brest – Basel –) Verzweigung Birrfeld – St. Margrethen (– Irkeschtam )                                 |
| E62 | (Nantes –) Grenzübergang Bardonnex – Genf – Verzweigung Villars-Ste-Croix (– Simplonpass – Genua )      |

## Bilder

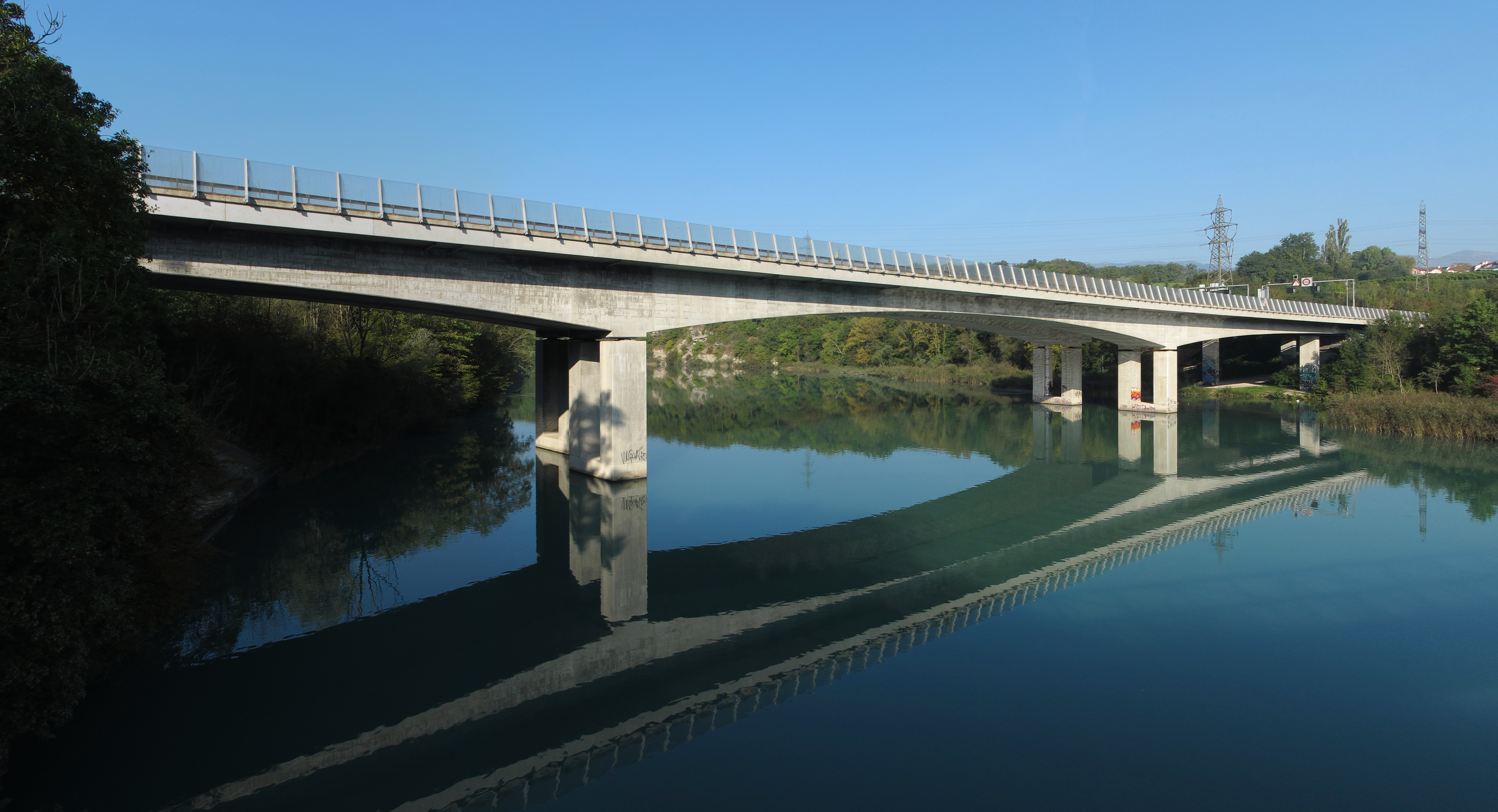
Pont d’Aigues-Vertes über die Rhone zwischen Bernex und Vernier
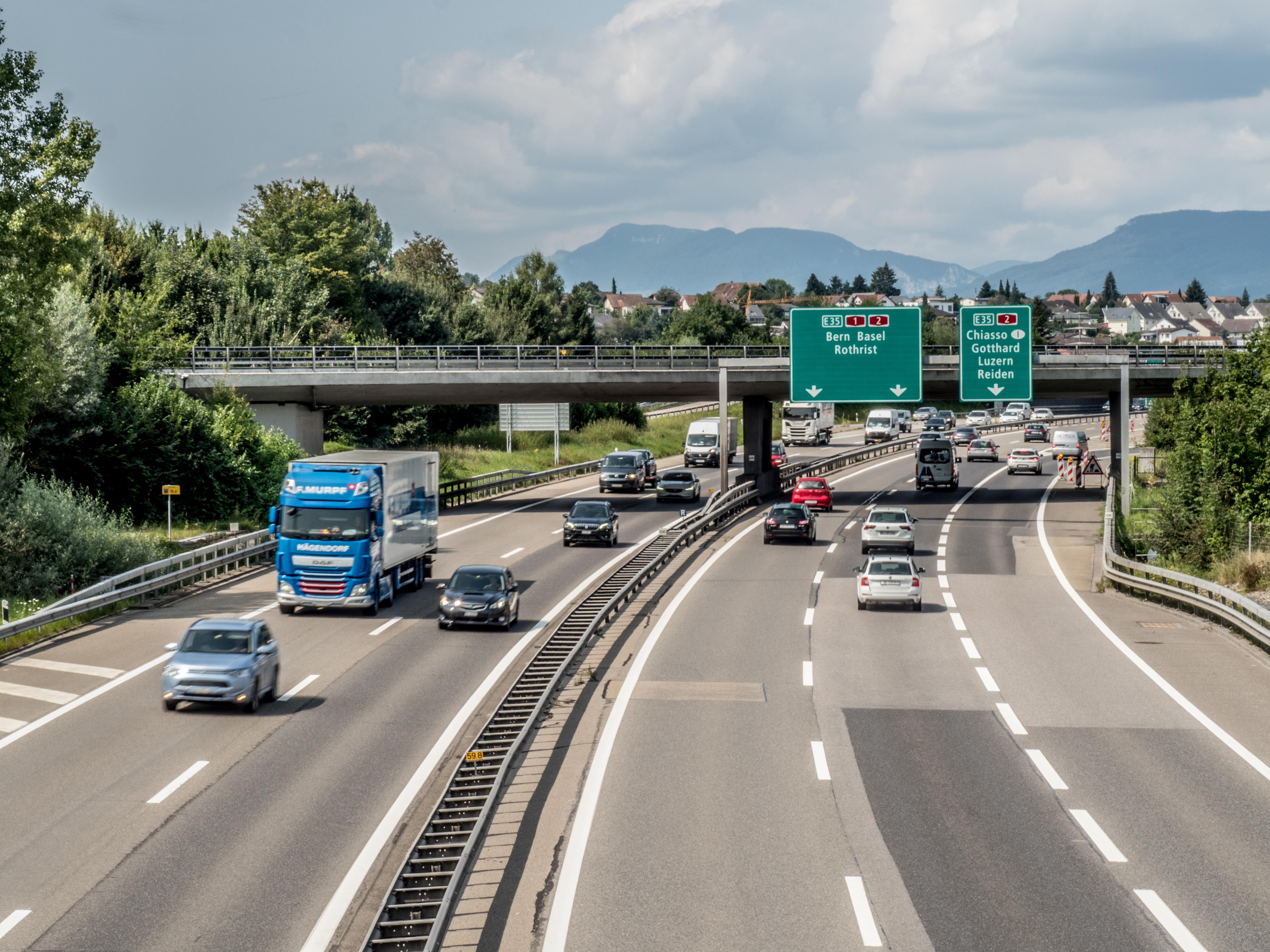
Wiggerbrücke zwischen Rothrist und Oftringen
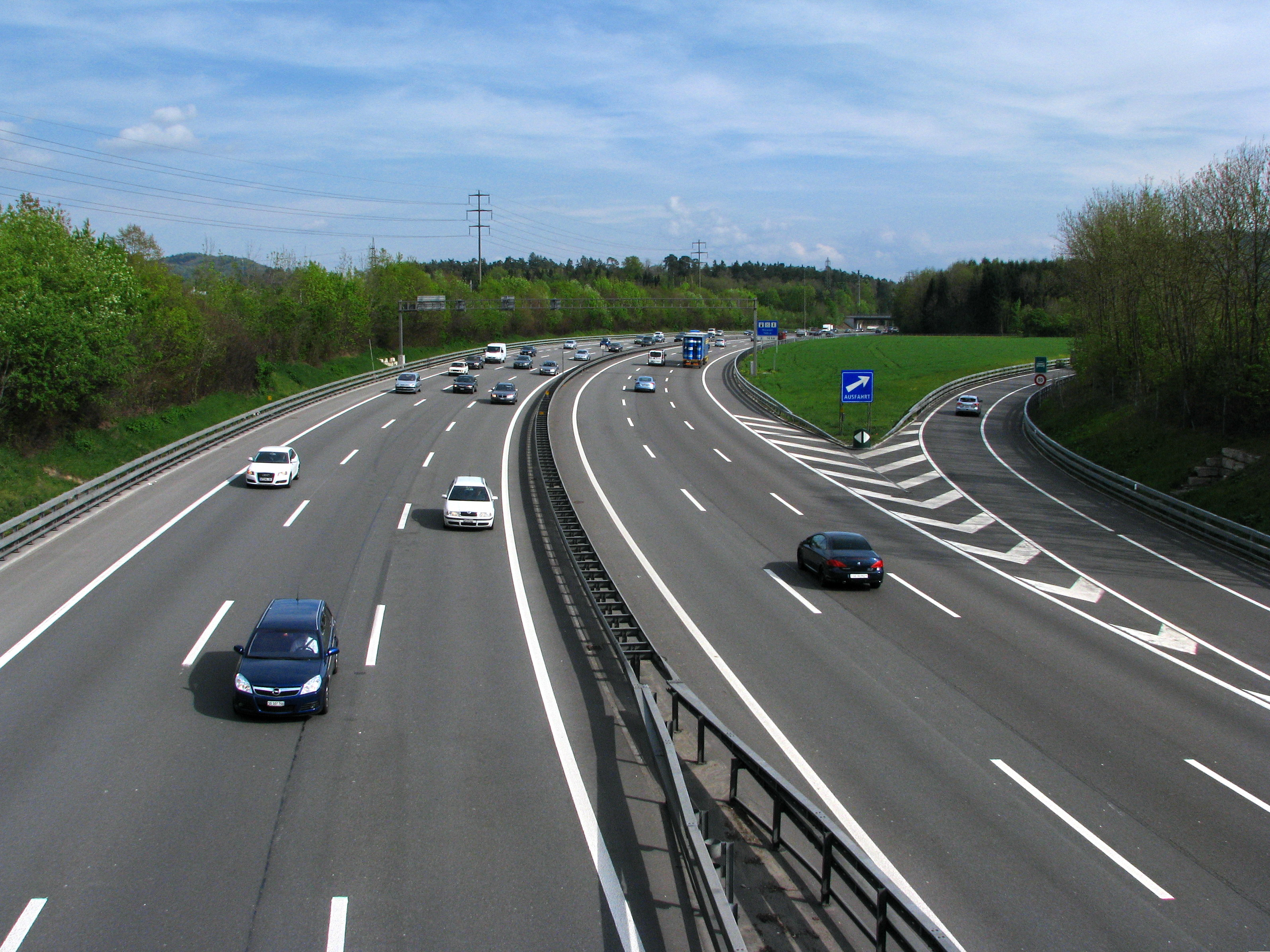
A1 bei Wettingen
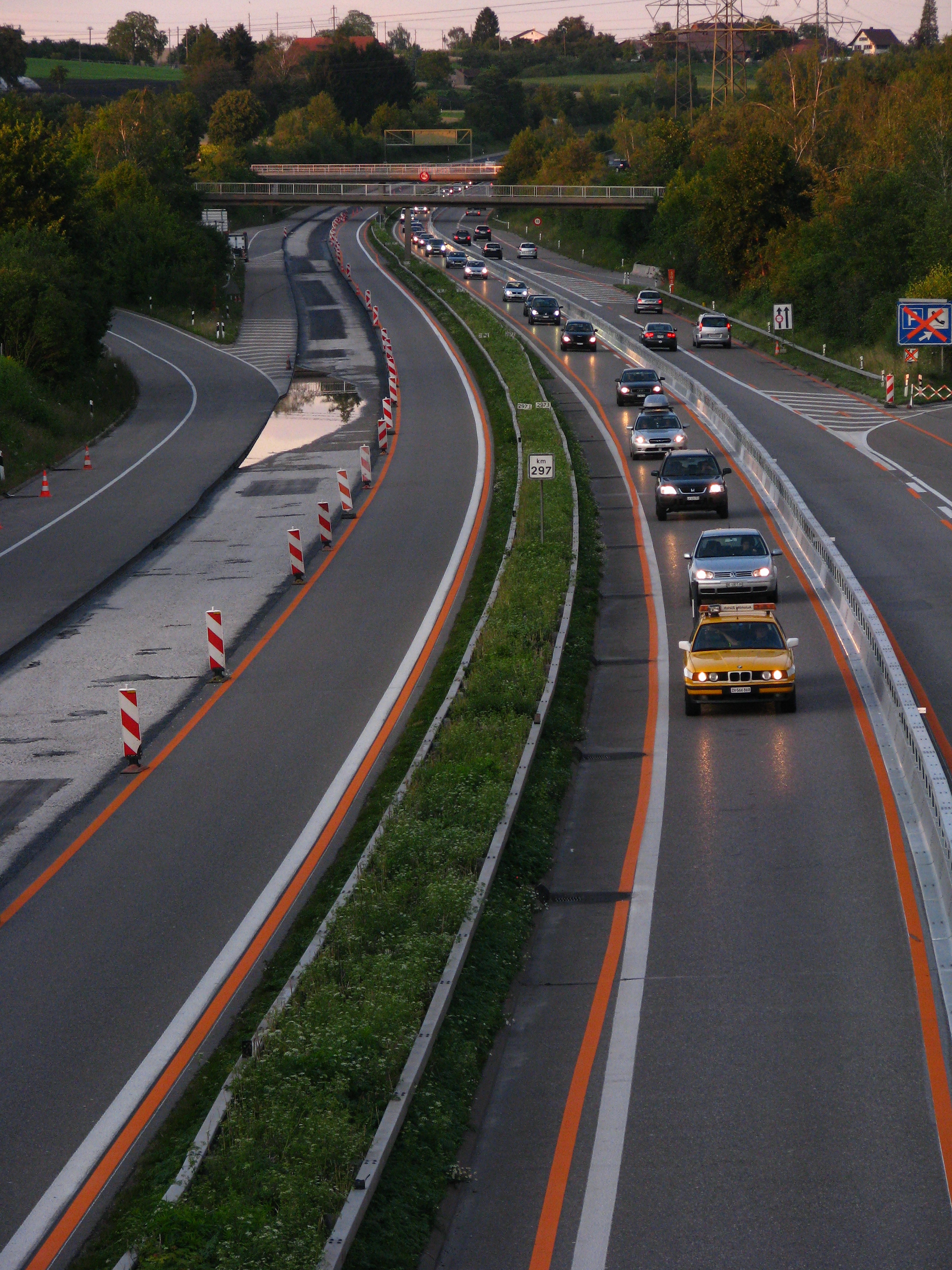
A1 in Zürich-Affoltern
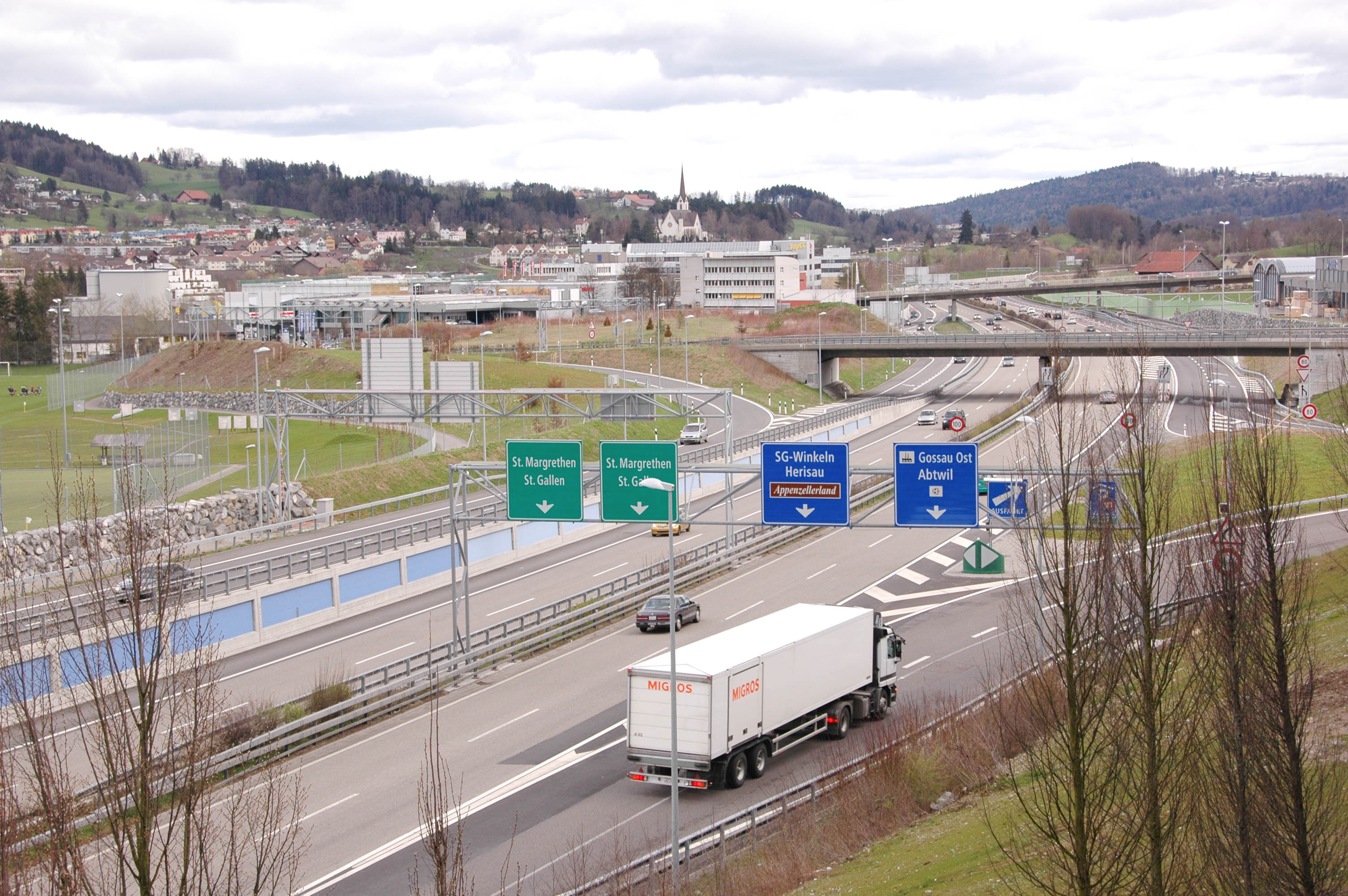
A1/E 60 bei St. Gallen

## Ehrung
Der A1 wurde ein Song von Toni Vescoli gewidmet, der den Titel N1 trägt und 1983 erschienen ist. Er beschreibt die allgemeine Hassliebe zur A1, die damals noch als Nationalstrasse 1 (Kurzform N1) bezeichnet wurde und erwähnt auch andere Autobahnen der Schweiz.